# Wskaźniki adsorpcyjne
Wskaźniki adsorpcyjne – grupa wskaźników chemicznych stosowanych w miareczkowaniu strąceniowym. W punkcie równoważnikowym wskutek zmiany ładunku na powierzchni osadu następuje adsorpcja lub desorpcja wskaźnika, czemu towarzyszy zmiana zabarwienia lub fluorescencji.

## Lista często stosowanych wskaźników adsporpcyjnych
| Użycie do miareczkowania jonów a za pomocą jonu (b)               | Zmiana barwy                      | Nazwa wskaźnika                  |
| ----------------------------------------------------------------- | --------------------------------- | -------------------------------- |
| Ag+ (Br-)                                                         | żółtoczerwona - czerwonofioletowa | rodamina 6G                      |
| Ag+ (Br-), Cl- i Br- (Ag+)                                        | czerwona - niebieska              | fenosafranina                    |
| Ag+ (Br-, Cl-, I-, CNS-), I- + Cl- (Ag+)                          | bezbarwna- zielona                | tartrazyna                       |
| Br-, CNS-, CNSe- (Ag+)                                            | żółtozielona - różowa             | fluoresceina                     |
| Cl-, Fe(CN6)4- przy pH>7 (Ag+)                                    | żółtozielona - różowa             | uranina                          |
| Br-, Cl-, I- (Ag+)                                                | żółtozielona - różowa             | dimetylo(R)fluoresceina          |
| Br-, Cl-, I- (Ag+)                                                | żółtozielona - różowa             | dichloro(F)fluorosceina          |
| Br-, Cl-, I- przy pH>4 (Ag+)                                      | żółtozielona - czerwona           | dichloro(R)fluorosceina          |
| Br-, I- (Ag+)                                                     | żółtoczerwona - czerwonofioletowa | dibromo(R)fluorosceina           |
| Br-, I- (Ag+)                                                     | żółtoczerwona - czerwonofioletowa | floksyna                         |
| Br-, I- (Ag+)                                                     | żółtoczerwona - czerwonofioletowa | floksyna BA extra                |
| Br-, I- (wobec Cl-, CNS- przy pH>1) (Ag+), Pb46+ (SO42-) (MoO42-) | żółtoczerwona - czerwonofioletowa | eozyna                           |
| CNS- (Ag+), Fe(CN6)4-, MoO44- (Pb6+)                              | żółta - czerwona                  | czerwień alizarynowa             |
| Cl- w rozcieńczonym kwasie octowym (Ag+)                          | bezbarwna - różowa                | żółcień metanilowa               |
| Cl-, Cl- + I- (Ag+), Hg2+ (Cl-) i (Br-)                           | żółta - zielona lub niebieska     | błękit bromofenolowy             |
| I- (Ag+)                                                          | żółtoczerwona - czerwonofioletowa | dimetylo(R)dijodo(R)fluorosceina |
| I- (Ag+)                                                          | żółtoczerwona - czerwonofioletowa | erytrozyna                       |
| I- wobec Cl- (Ag+)                                                | czerwona - niebieskoczerwona      | czerwień bengalska               |
| I- (Ag+), Mo6+ (Pb(NO2)2)                                         | czerwona - czerwonofioletowa      | erytrozyna B                     |
| Pb2+ (Ag+)                                                        | bezbarwna - czerwona              | ortochrom T                      |
| Zn2+ (Fe(CN6)4-)                                                  | różowa - żółta                    | czerwień metylowa                |